# 일그러짐 (물리학)
물리학 및 연속체 역학에서 일그러짐(deformation) 또는 변형은 물체의 모양이나 크기의 변화이다. SI 단위는 미터(m)로 길이의 차원을 갖는다. 이는 몸체의 평균 병진 이동(translation) 및 회전(강체 변형(rigid transformation))을 제외하고 초기 구성에서 최종 구성까지 비강체에서 입자의 잔류 변위로 정량화된다. 구성(configuration)은 물체의 모든 입자의 위치를 포함하는 집합이다.

## 같이 보기
- 일그러짐 (공학) (deformation)
- 변형 (역학) (strain)
- 파레이어스-린드크비스트 효과